# Frasera montana
Frasera montana är en gentianaväxtart som beskrevs av A. J. Mulford. Frasera montana ingår i släktet Frasera och familjen gentianaväxter. Inga underarter finns listade i Catalogue of Life.